# 匙萼卷瓣兰
匙萼卷瓣兰（学名：Bulbophyllum spathulatum）为兰科石豆兰属下的一个种。

## 扩展阅读
- 維基物種上的相關：匙萼卷瓣兰